# Nikolaj Chochlov
Nikolaj Chochlov (1891–1953) byl ruský vrchní ekonom průmyslového trustu, později atašé v Záhřebu. Také byl esperantským básníkem.

## Dílo

### Vlastní dílo
- La Tajdo - sbírka básní
- La morto de la delegito de UEA - drama

### Překlady
- Krucumo - A. Drozdov
- Orientaj Fabelo - V. Doroševič
- Morto de Danton - Alexej Nikolajevič Tolstoj
- La Mongolingvo - E. Drezens